# Ime Akpan
Ime Akpan (sinh ngày 27 tháng 4 năm 1972) là một nữ vận động viên điền kinh và điền kinh đã nghỉ hưu từ Nigeria, người đã tham gia cuộc thi vượt rào 100 mét của phụ nữ trong sự nghiệp. Bà có một lần tham dự Thế vận hội (1996), và đã giành huy chương vàng tại Đại hội Thể thao toàn châu Phi năm 1991 ở Cairo, Ai Cập.

## Thành tích giải đấu
| Năm                  | Giải đấu              | Địa điểm                    | Thứ hạng             | Nội dung             | Chú thích            |
| Representing Nigeria | Representing Nigeria  | Representing Nigeria        | Representing Nigeria | Representing Nigeria | Representing Nigeria |
| -------------------- | --------------------- | --------------------------- | -------------------- | -------------------- | -------------------- |
| 1991                 | Universiade           | Sheffield, United Kingdom   | 8th                  | 100 m hurdles        | 13.74                |
| 1991                 | All-Africa Games      | Cairo, Egypt                | 1st                  | 100 m hurdles        | 13.44                |
| 1992                 | African Championships | Belle Vue Maurel, Mauritius | 1st                  | 100 m hurdles        | 13.14                |
| 1992                 | World Cup             | Havana, Cuba                | 6th                  | 100 m hurdles        | 13.57                |
| 1993                 | Universiade           | Buffalo, United States      | –                    | 100 m hurdles        | DQ                   |
| 1995                 | Universiade           | Fukuoka, Japan              | 4th                  | 100 m hurdles        | 13.11                |
| 1995                 | All-Africa Games      | Harare, Zimbabwe            | 3rd                  | 100 m hurdles        | 13.09                |
| 1996                 | Olympic Games         | Atlanta, United States      | 26th (q)             | 100 m hurdles        | 13.11                |